# Seznam nejdéle vládnoucích britských panovníků
Seznam nejdéle vládnoucích britských panovníků uvádí jména nejdéle vládnoucích panovníků Spojeného království a všech jednotlivých zemí, které jsou jeho součástí – Anglie, Walesu a Skotska. Seznam obsahuje jen ty panovníky, kteří překročili dobu čtyřiceti let na trůně.

## Seznam panovníků podle délky vlády
| Poř. | Panovník               | Období vlády       | Období vlády       | Délka                | Délka            | Poznámky          |
| Poř. | Panovník               | Začátek            | Konec              | Délka                | Délka            | Poznámky          |
| ---- | ---------------------- | ------------------ | ------------------ | -------------------- | ---------------- | ----------------- |
| 1.   | Alžběta II.            | 6. února 1952      | 8. září 2022       | 25 782 dní           | 70 let a 214 dní |                   |
| 2.   | Viktorie               | 20. června 1837    | 22. ledna 1901     | 23 226 dní           | 63 let a 216 dní |                   |
| 3.   | Jiří III.              | 25. října 1760     | 29. ledna 1820     | 21 644 dní           | 59 let a 96 dní  |                   |
| 4.   | Jakub VI. Skotský      | 24. července 1567  | 27. března 1625    | 21 066 dní           | 57 let a 246 dní | jako skotský král |
| 5.   | Jindřich III. Anglický | 19. října 1216     | 16. listopadu 1272 | 20 473 dní           | 56 let a 28 dní  |                   |
| 6.   | Eduard III. Anglický   | 1. února 1327      | 21. června 1377    | 18 410 dní           | 50 let a 140 dní |                   |
| 7.   | Vilém I. Skotský       | 9. prosince 1165   | 4. prosince 1214   | 17 892 dní           | 48 let a 360 dní |                   |
| 8.   | Llywelyn z Gwyneddu    | 1195               | 11. dubna 1240     | 16 173 až 16 902 dní | přibližně 45 let |                   |
| 9.   | Alžběta I. Anglická    | 17. listopadu 1558 | 24. března 1603    | 16 198 dní           | 44 let a 127 dní |                   |
| 10.  | David II. Skotský      | 7. června 1329     | 22. února 1371     | 15 235 dní           | 41 let a 260 dní |                   |

## Galerie

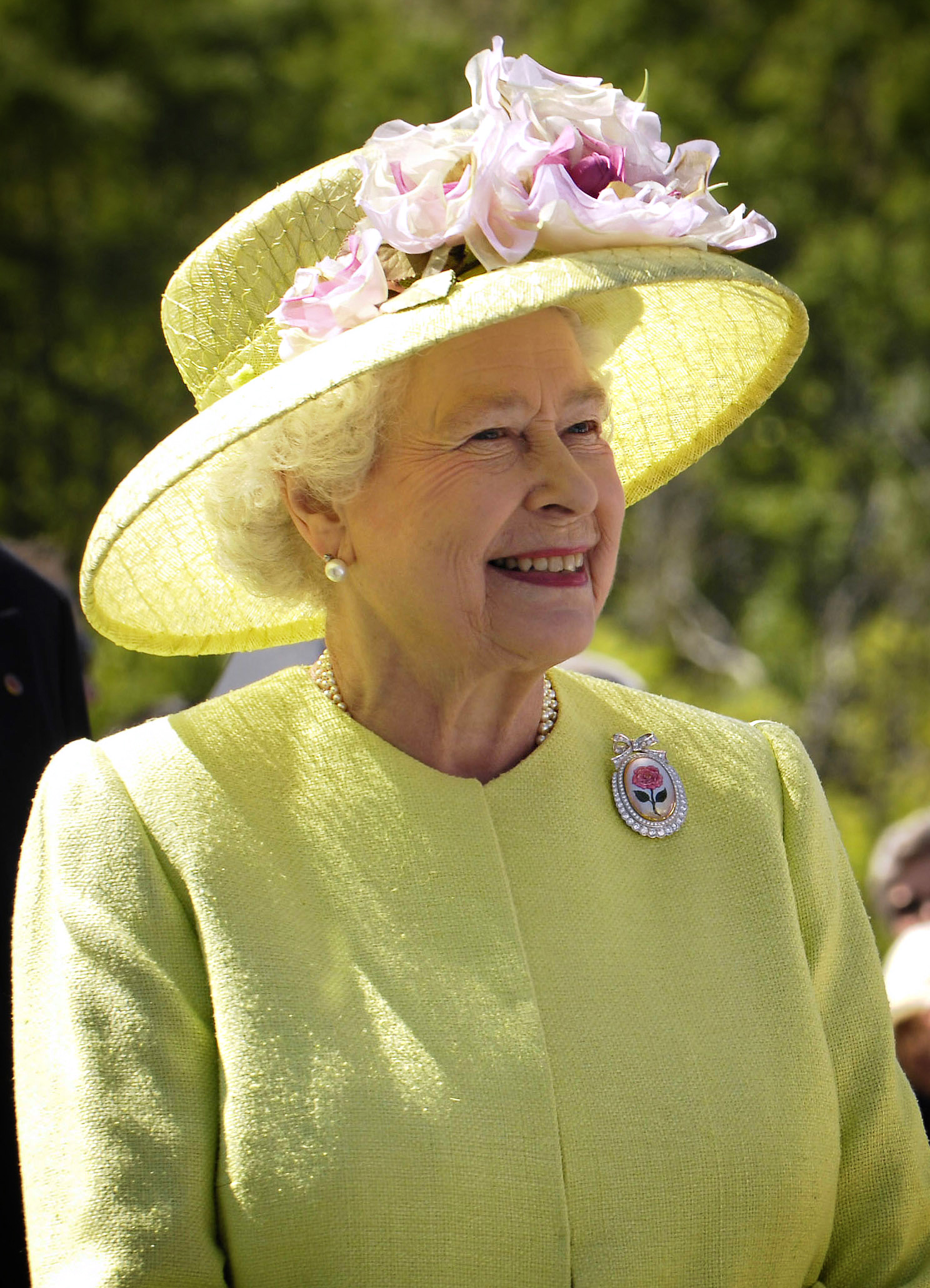
královna Alžběta II. 70 let a 214 dní na trůnu
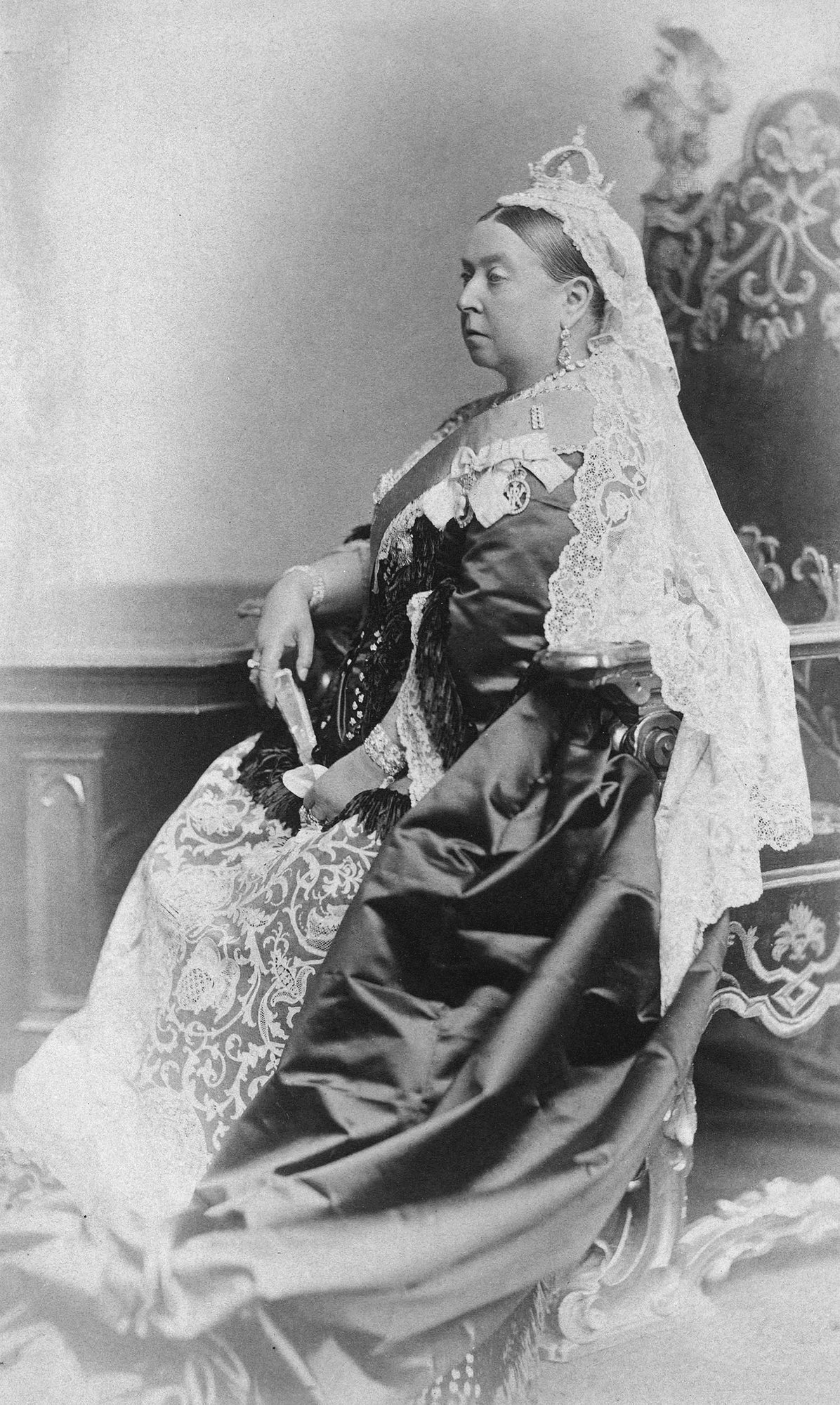
královna Viktorie 63 let a 216 dní na trůnu
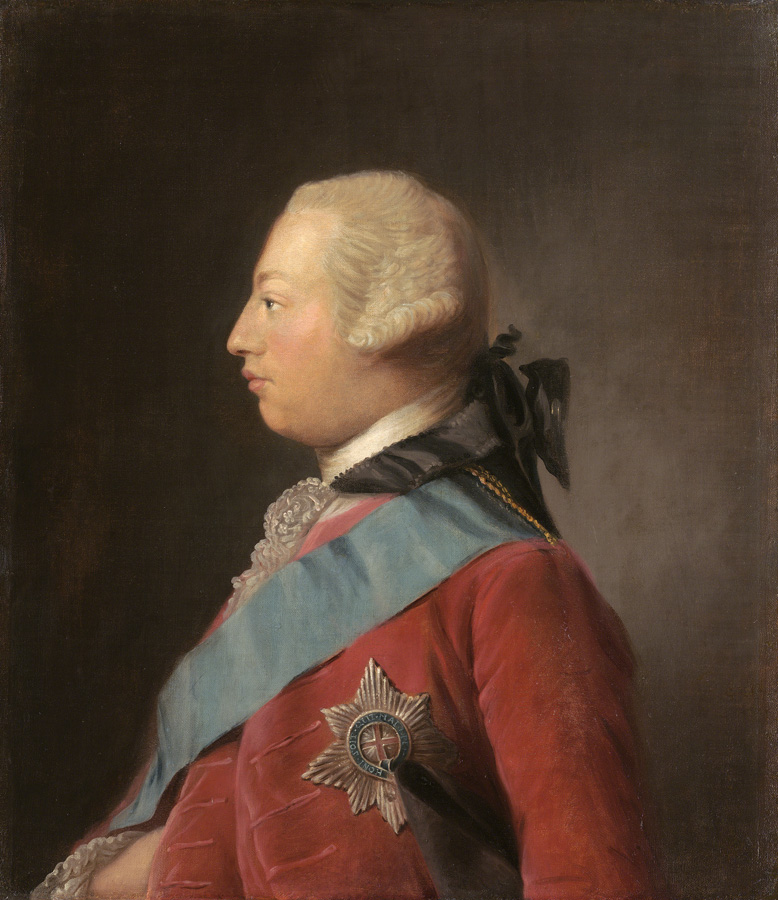
král Jiří III. 59 let a 96 dní na trůnu